# 费加兵
费加兵（1963年—）江苏响水人，中国人民解放军少将。

## 生平
费加兵毕业于响水中学。后来参军。曾任中国卫星海上测控部主任。2014年12月接替李尚福任中国人民解放军总装备部司令部参谋长。2016年，在深化国防和军队改革中，中国人民解放军战略支援部队成立，费加兵任中国人民解放军战略支援部队航天系统部参谋长。